# فرودگاه سیون
فرودگاه سیون (به انگلیسی: Sion Airport) یک فرودگاه با کد یاتا SIR است که یک باند فرود آسفالت دارد و طول باند آن ۲۰۰۰ متر است. این فرودگاه در شهر سیون کشور سوئیس قرار دارد و در ارتفاع ۴۸۳ متری از سطح دریا واقع شده است.

## شرکت‌های هواپیمایی و مقصدهای پروازی
The following airlines offer regular scheduled and charter flights at Sion Airport:
| شرکت‌های هواپیمایی | مقصدهای پروازی |
| ----------------- | --- |
| Air Glaciers      | فصلی: کلوی–سینت-کاترین، مرینا دیکمپو، فیگاری ساد-کورسه، لا موله – سن‌ترپی |
| Powdair           | فصلی: آنتورپ (آغاز از ۱۴ دسامبر ۲۰۱۷), بریستول (آغاز از ۱۴ دسامبر ۲۰۱۷), ادینبرو (آغاز از ۱۷ دسامبر ۲۰۱۷), لوتن لندن (آغاز از ۱۵ دسامبر ۲۰۱۷), جنوبی لندن (آغاز از ۱۴ دسامبر ۲۰۱۷), منچستر (آغاز از ۱۴ دسامبر ۲۰۱۷), ساوت‌همپتون (آغاز از ۱۵ دسامبر ۲۰۱۷) |
| اسکای‌ورک ایرلاینز | فصلی: جنوبی لندن (آغاز از ۱۴ دسامبر ۲۰۱۷) |

The nearest larger international airport is ژنو, approx. ۱۱۰ کیلومتر (۶۸ مایل) to the west.